# Bocșa (okręg Sălaj)
Bocșa – wieś w Rumunii, w okręgu Sălaj, w gminie Bocșa. W 2011 roku liczyła 917 mieszkańców.